# Unité urbaine de la Turballe
L'unité urbaine de la Turballe est une unité urbaine française centrée sur la ville de La Turballe, dans le département de la Loire-Atlantique, en région Pays de la Loire.

## Données générales
En 2010, selon l'Insee, l'unité urbaine était composée de deux communes.
En 2020, à la suite d'un nouveau zonage, elle est composée des deux mêmes communes.
En 2022, avec 7 525 habitants, elle représente la 24e unité urbaine du département de la Loire-Atlantique.

## Composition de l'unité urbaine en 2020
Elle est composée des deux communes suivantes :
| Nom                        | Code Insee | Département      | Statut       | Superficie (km2) | Population (dernière pop. légale) | Densité (hab./km2) | Modifier                                    |
| -------------------------- | ---------- | ---------------- | ------------ | ---------------- | --------------------------------- | ------------------ | ------------------------------------------- |
| La Turballe (ville-centre) | 44211      | Loire-Atlantique | ville-centre | 18,53            | 4 862 (2022)                      | 262                | modifier les données · modifier les données |
| Piriac-sur-Mer             | 44125      | Loire-Atlantique | banlieue     | 12,37            | 2 663 (2022)                      | 215                | modifier les données · modifier les données |

## Évolution démographique
| 1968  | 1975  | 1982  | 1990  | 1999  | 2009  | 2014  | 2021  |
| ----- | ----- | ----- | ----- | ----- | ----- | ----- | ----- |
| 3 850 | 4 069 | 4 383 | 5 029 | 5 940 | 6 760 | 6 692 | 7 380 |

#### Données générales
- Unité urbaine en France
- Aire d'attraction d'une ville
- Aire urbaine (France)
- Liste des unités urbaines de France

#### Données démographiques en rapport avec l'unité urbaine de la Turballe
- Arrondissement de Saint-Nazaire

#### Données démographiques en rapport avec la Loire-Atlantique
- Démographie de la Loire-Atlantique